# Cesare Gigli
Cesare Gigli (Siena, 1941 – Roma, 3 gennaio 2018) è stato un regista televisivo e paroliere italiano.

## Biografia
Figlio di Silvio Gigli, tra l'altro una delle voci storiche della Radio Italiana, nasce a Siena nel 1941. Da giovane entra a far parte del Clan di Renzo Arbore che lo sceglie per una parte nei suoi film. Nei primi anni della sua carriera, scrive insieme all'amico Paolo Dossena il brano Pazza idea/Morire tra le viole. Negli anni seguenti, produce alcuni dischi di Franco Califano così come quelli di altri artisti. La passione per la scrittura di brani musicali, lo porta a collaborare con i più grandi talenti dell'epoca, scrivendo per loro i testi di molti successi.  Si affaccia al mondo della regia televisiva e viene assunto da Mediaset per la realizzazione dei Telegatti che dirige per quindici edizioni consecutive. Firma la regia di Casa Vianello per diverse stagioni. Molto legato a Siena, è stato un esponente di spicco della contrada della Tartuca e facendo parte delle giurie del festival Visionaria.

## Filmografia

### Cinema

#### Attore
- Il pap'occhio, regia di Renzo Arbore (1980)[3]
- "FF.SS." - Cioè: "...che mi hai portato a fare sopra a Posillipo se non mi vuoi più bene?", regia di Renzo Arbore (1983)[3]

### Televisione

#### Regista
- L'altra domenica
- Una rotonda sul mare
- Sabato al circo
- Buona Domenica
- Casa Vianello
- Una voce per Padre Pio
- Fratelli d'Italia
- Gran Premio Internazionale dello Spettacolo
- Telethon
- Ballando con le stelle
- Domenica in

## Produzione musicale
- Pazza idea/Morire tra le viole di Patty Pravo

Produce tra l'altro anche alcuni album di Franco Califano